# Parkering förbjuden: Bärgarna
 Parkering förbjuden: Bärgarna (engelska: Lizard Lick Towing ) är ett amerikansk dokumentärserie som sändes på truTV mellan 2011 och 2014.

## Programmet
I programmet följer man bilbärgarna på företaget Lizard Lick Towing & Recovery i North Carolina, USA. I programmet följer man Ron Shirley, Amy Shirley och Bobby Brantley.

## Produktionen
Ron och Amy skulle vara med på Par på prov USA. Robyn Hutt som var producent gillade Lizard Lick. De fick istället medverka i All Worked Up. TruTV bestämde att göra en egen serie med Lizard Lick som hade premiär den 7 februari 2011.